# William S. Burroughs: A Man Within
William S. Burroughs: A Man Within je americký dokumentární film z roku 2010, který natočil režisér Yony Leyser o spisovateli Williamu S. Burroughsovi. Vystupují v něm například Patti Smith, Iggy Pop, Gus Van Sant a Genesis P-Orridge. Na hudbě k filmu se podíleli mimo jiné členové skupiny Sonic Youth. Vypravěčem je Peter Weller, jenž v roce 1991 hrál ve filmu Nahý oběd, který byl adaptací Burroughsova díla. Snímek získal několik ocenění. Kritik Stephen Holden ve své recenzi pro The New York Times prohlásil, že v tomto dokumentu, který by si zasloužil trvat o půl hodiny déle, není ani jediné zbytečné slovo či záběr.